# WLTP
WLTP (World harmonized Light-duty vehicles Test Procedure) — глобальний гармонізований стандарт для визначення рівнів забруднюючих речовин, викидів CO2 та споживання палива традиційними та гібридними автомобілями, а також асортиментом повністю електричних транспортних засобів.
Цей новий протокол є Додатком № 15 до Глобального реєстру (Глобальний технічний регламент), визначений Угодою 1998 року, прийнятою Комітетом з внутрішнього транспорту Європейської економічної комісії ООН (ЄЕК ООН), угодою, прийнятою Китаєм, Японією та Сполученими Штатами, і схвалено Європейським Союзом.
Він має на меті замінити попередній і регіональний новий європейський цикл водіння (NEDC) як європейську процедуру омологації транспортних засобів.
Його остаточна версія була випущена в 2015 році. Однією з головних цілей WLTP є краще узгодження лабораторних оцінок споживання палива та викидів з показниками умов водіння на дорозі.
Оскільки цілі щодо викидів CO2 стають все більш важливими для економічної діяльності виробників транспортних засобів у всьому світі, WLTP також прагне гармонізувати процедури випробувань на міжнародному рівні та створити рівні умови гри на світовому ринку. Крім країн ЄС, WLTP є стандартним тестом на економію палива та викиди також для Індії, Південної Кореї та Японії. Крім того, WLTP узгоджується з Регламентом (ЄС) 2009/443 для перевірки того, що новий зважений на продаж парк виробника не викидає в середньому більше CO2, ніж цільовий показник, встановлений Європейським Союзом, який наразі встановлений на рівні 95 г CO2 за кілометр на 2021 рік.